# Starsky & Hutch
Starsky & Hutch är en amerikansk film från 2004 i regi av Todd Phillips. Filmen är baserad på TV-serien med samma namn.

## Handling
Filmen handlar om två poliser i den fiktiva staden Bay City i Kalifornien. Poliserna är varandras raka motsatser; den ena (David Starsky) är extremt laglydig och tar polisarbetet med stort allvar samtidigt som han driver alla i sin närhet till vansinne. Hans kollega Hutch är Starskys raka motsats, en charmig slarvig polis som aldrig tar någonting på allvar. Polischefen gör dem båda till partners, i ett försök att bättra på båda. Deras första fall blir ett mord som de spårar till stans stortjuv och den största knarkaffären på länge.

## Rollista (i urval)
- Ben Stiller - David Starsky
- Owen Wilson - Ken Hutchinson
- Snoop Dogg - Huggy Bear
- Fred Williamson - Captain Doby
- Vince Vaughn - Reese Feldman
- Juliette Lewis - Kitty
- Jason Bateman - Kevin
- Amy Smart - Holly
- Carmen Electra - Staci
- George Cheung - Chau
- Chris Penn - Manetti
- Brande Roderick - Heather
- Molly Sims - Mrs. Feldman
- Matt Walsh - Eddie
- G.T. Holme - Bartender